# Soloviev D-25
D-25 là loại động cơ máy bay tuốc bin trục do Cục thiết kế Soloviev phát triển và chế tạo cho trực thăng vận tải hạng nặng. Được trang bị chủ yếu trên các trực thăng vận tải do Cục thiết kế Mil phát triển.
Động cơ được thiết kế để có thể có thể điều chỉnh tốc độ quay của rotor cánh quạt để phù hợp với chế độ bay và độ cao của trực thăng mà không bị ảnh hưởng bởi tốc độ quay của động cơ. Cũng như mức tiêu thụ nhiên liệu thấp nhất có thể ở các chế độ vận hành khác nhau và động cơ không cần hệ thống ly hợp.

## Biến thể
- D-25V: Mẫu nâng cấp.
- D-25VF: Mẫu có thêm một giai đoạn nén và công suất tăng thêm lên đến 6.500 hp.